# Bæjarhreppur
Bæjarhreppur est une ancienne municipalité située au nord-ouest de l'Islande.